# 里奇卡河 (里布尼齊亞河支流)
里奇卡河（烏克蘭語：Річка），是烏克蘭的河流，位於該國西部伊萬諾-弗蘭科夫斯克州，屬於里布尼齊亞河的左支流，流經科索夫區，河道全長16公里，流域面積38.1平方公里。